# Torre del Compte

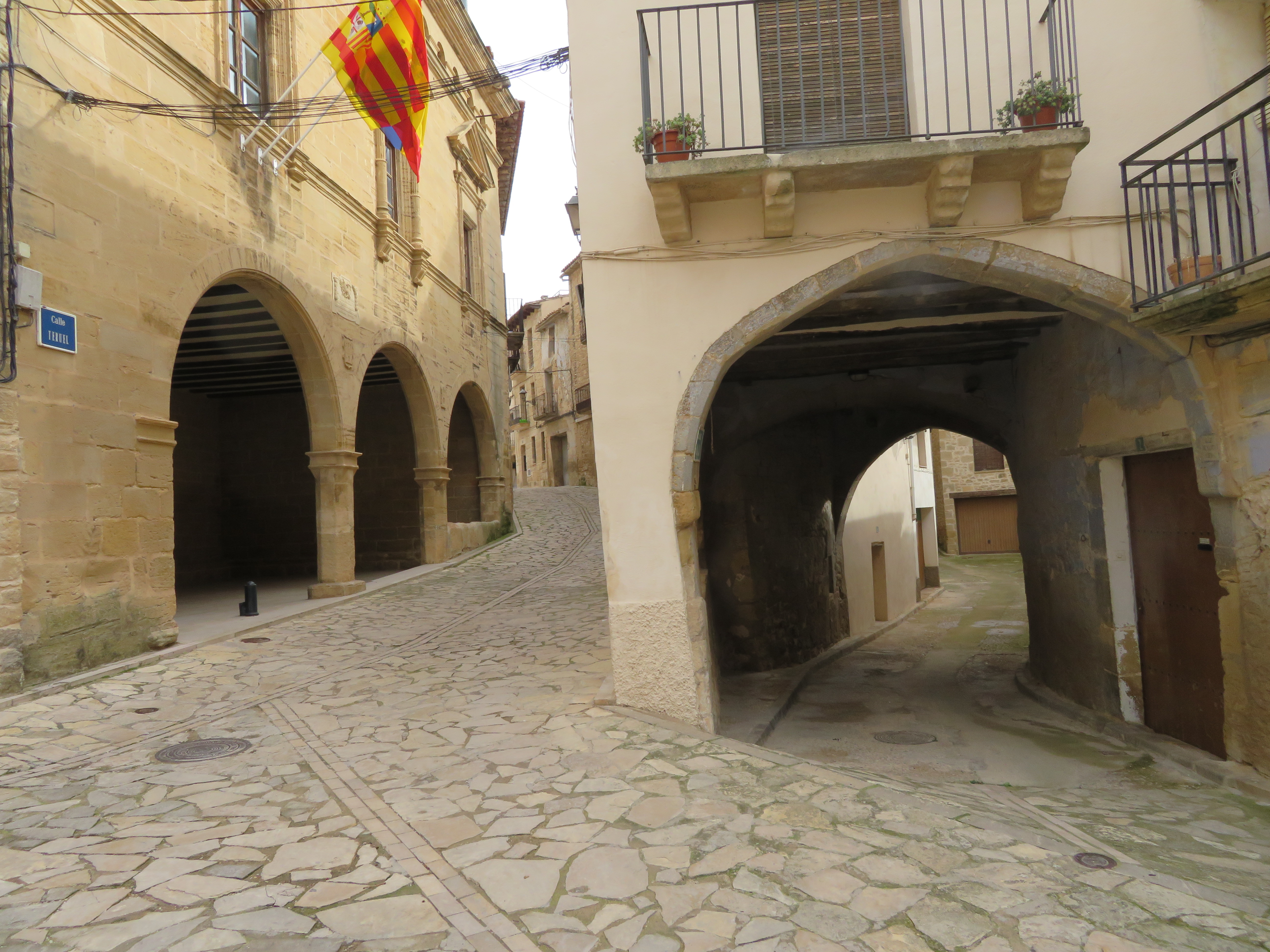
Torre del Compte (Teruel, España).

Torre del Compte (en catalán: la Torre del Comte) es una localidad y municipio español de la provincia de Teruel situado en la comarca de Matarraña, comunidad de Aragón. Cuenta con 162 habitantes (INE 2008) y tiene una extensión de 19,5 km².
Es una villa de carácter eminentemente agrícola y la mayoría de sus habitantes trabajan en el campo. Se encuentra junto al río Matarraña, con una estrecha pero fértil vega que produce cerezas y melocotones, divisándose al fondo los puertos de Beceite.
Torre del Compte cuenta con una situación muy buena para explorar la comarca del Matarraña, debido a que está comunicada con casi todos los pueblos de la comarca por caminos y carreteras, aparte de tener a dos pasos una vía verde. Cerca de Torre del Compte se encuentra la ciudad de Alcañiz (a 30 minutos en coche), y a no más de una hora en coche está la costa mediterránea.

## Geografía
El municipio de Torre del Compte (496 m s. n. m.) es un municipio de poca extensión, en una zona de suaves ondulaciones del terreno. Se encuentra en la comarca de Matarraña, en la esquina oriental de la provincia de Teruel. El pueblo se asienta en un alto entre el Barranco de la Canaleta y el río Matarraña. La máxima elevación corresponde al paraje de las Capellanías, al sur, con 536 m s. n. m. Su término municipal limita con los de Valdeltormo, Cretas, Valderrobres, La Portellada y La Fresneda.

## Historia
Torre del Compte tiene sus orígenes en el siglo XII, cuando surgió alrededor de una torre fortificada (la torre del conde) construida por Ramón Berenguer IV para mantener a raya a los musulmanes. Tras un señorío laico, que finalizó al no contar con herederos, pasó a la iglesia desde 1307 hasta que se abolen los señoríos ya avanzado el siglo XIX (las desamortizaciones). La comarca estuvo muy afectada por sucesivas guerras en los siglos XIV y XV, en el XVII, los levantamientos de Cataluña y Portugal, también en el XVIII, guerra de Sucesión Española, y del XIX, invasión francesa y guerras carlistas.
Durante muchos años en el municipio hubo una estación de ferrocarril propia que pertenecía al trazado del ferrocarril del Val de Zafán, inaugurado en su totalidad en 1942, la postguerra. El trazado estaba previsto que llegase hasta San Carlos de la Rápita, en el mar Mediterráneo, pero las vías construidas no pasaron de Tortosa. La línea, cuya construcción fue compleja y se alargó durante varias décadas, terminaría siendo clausurada en 1973 debido al escaso tráfico que movía.

## Demografía
Torre del Compte cuenta con una población de 122 habitantes (INE 2024).
| Gráfica de evolución demográfica de Torre del Compte entre 1842 y 2021                                              |
| |
| Población de derecho según los censos de población del INE Población de hecho según los censos de población del INE |

## Administración y política

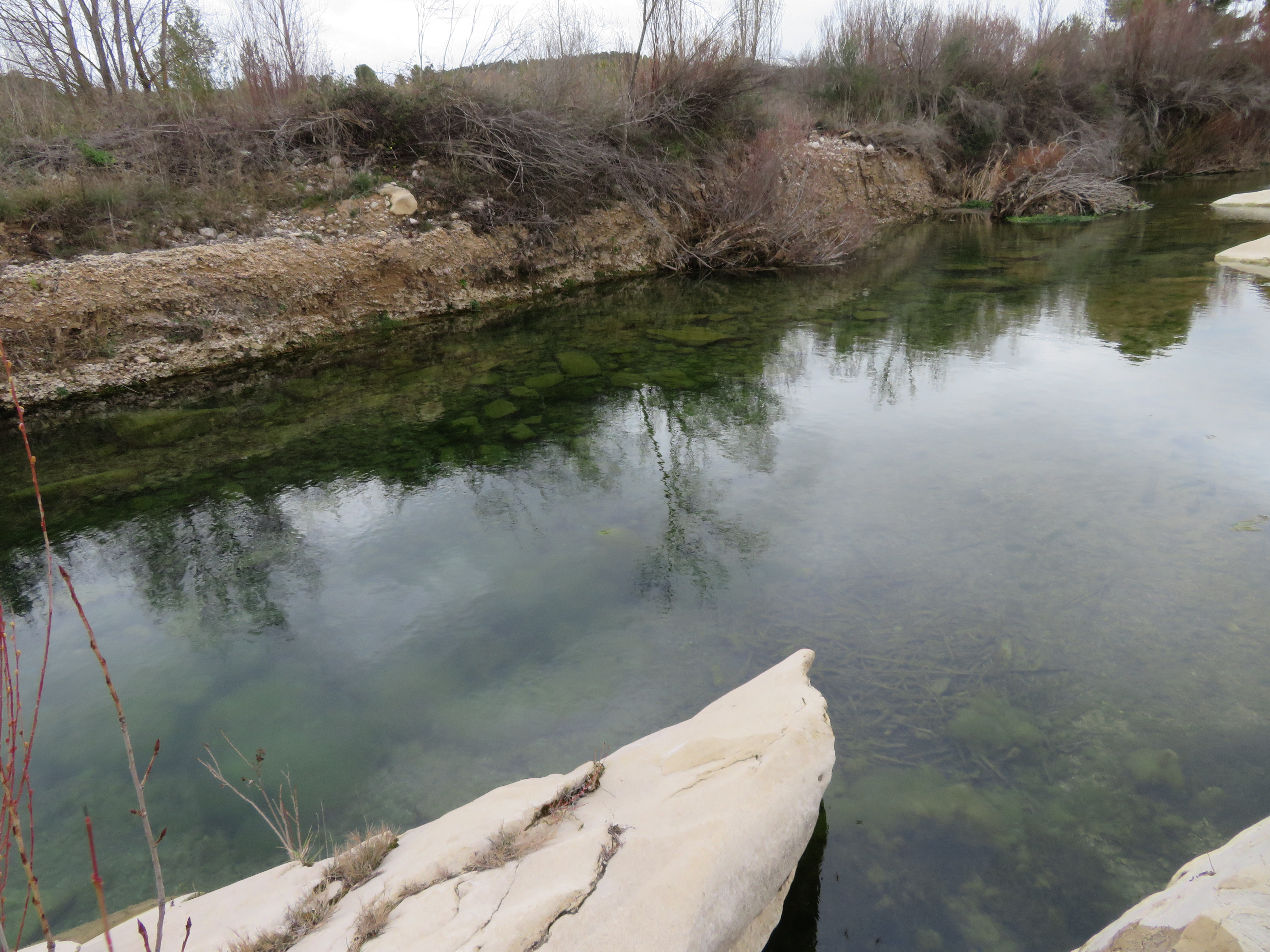
Cauce del río Matarraña a su paso por el término municipal de Torre del Compte, Teruel (España).

| Período             | Alcalde                                          | Partido       |  |
| ------------------- | ------------------------------------------------ | ------------- |  |
| 1979-1981 1981-1983 | Fernando Gil Carceller Guillermo Micolau Bajador | UCD           |  |
| 1979-1981 1981-1983 | Fernando Gil Carceller Guillermo Micolau Bajador | UCD           |  |
| 1983-1987           |                                                  |               |  |
| 1987-1991           |                                                  |               |  |
| 1991-1995           |                                                  |               |  |
| 1995-1999           |                                                  |               |  |
| 1999-2003           |                                                  |               |  |
| 2003-2007           | Antonio Bergós Machín                            |               |  |
| 2007-2011           | Antonio Bergós Machín                            |               |  |
| 2011-2015           | Antonio Bergos Machín                            | PP de Aragón  |  |
| 2015-2019           |                                                  |               |  |
| 2019-2023           | Alberto Díaz Rueda                               | PP de Aragón  |  |
| 2023-2026           | Francisco Amador Celma Granja                    | Teruel Existe |  |

### Resultados electorales
El alcalde resultante de las elecciones locales de 2023 es Francisco Amador Celma Granja (Teruel Existe).
| Elecciones municipales del 28 de mayo de 2023 |       |         |            |
| Partido                                       | Votos | %       | Concejales |
| A. EXISTE                                     |       | --,-- % | 3          |
| Partido Popular                               |       | --,-- % | 1          |
| PSOE                                          |       | --,-- % | 1          |
| PAR                                           |       | --,-- % | 0          |

| Partido político    | Partido político                                   | 2003   | 2007   | 2011   | 2015   | 2019   | 2023   |
| Partido político    | Partido político                                   | Ediles | Ediles | Ediles | Ediles | Ediles | Ediles |
|                     | Teruel Existe (TE)                                 | —      | —      | —      | —      | —      | 3      |
|                     | Partido Popular de Aragón (PP)                     | 4      | 3      | 4      | 4      | —      | 1      |
|                     | Chunta Aragonesista (CHA)                          | —      | —      | 1      | 1      | —      | —      |
|                     | Partido de los Socialistas de Aragón (PSOE-Aragón) | 1      | —      | —      | —      | —      | 1      |
|                     | Partido Aragonés (PAR)                             | —      | 2      | —      | —      | —      | —      |
| Total de concejales | Total de concejales                                | 5      | 5      | 5      | 5      | 5      | 5      |